# Isselicrinidae
De Isselicrinidae zijn een familie van zeelelies uit de orde Isocrinida.

## Geslachten
- onderfamilie Isselicrininae
  - Isselicrinus Rovereto, 1914
- onderfamilie Diplocrininae Roux, 1981
  - Cenocrinus Thomson, 1864
  - Endoxocrinus A.H. Clark, 1908
- onderfamilie Metacrininae Klikushkin, 1977
  - Metacrinus Carpenter, 1882
  - Saracrinus A.H. Clark, 1923